# Antena (biologia)

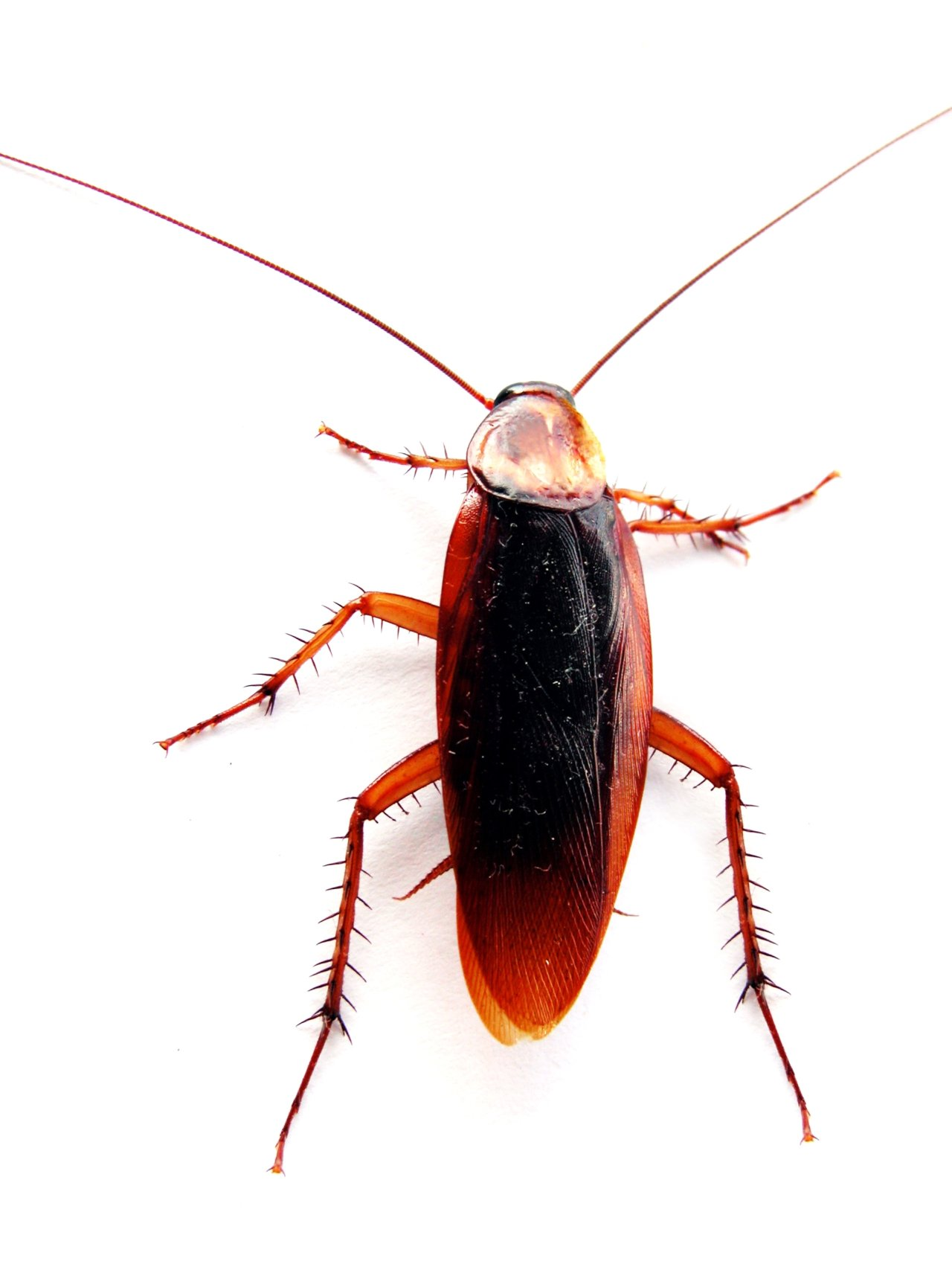
La panerola és un insecte amb unes llargues antenes.

Les antenes són apèndixs presents en els segments frontals de molts artròpodes. En els crustacis són birràmies i estan presents en els primers dos segments del cap, el parell més petit es denominen antènules. Tots els altres grups d'artròpodes, amb l'excepció dels quelicerats i els proturs, que no en tenen, posseeixen un únic parell unirrami d'antenes.
Les antenes estan articulades, almenys en la seva base, i generalment s'estenen cap endavant des del cap. Són òrgans sensorials, si bé la naturalesa exacta del que perceben i com ho perceben no és la mateixa en tots els grups, ni està sempre clara. Les funcions i el tipus d'estímuls que capten les antenes poden variar; inclouen el sentit del tacte, el moviment de l'aire, la calor, les vibracions sonores i, especialment, l'olfacte.

## Insectes

Termes usats per descriure les formes de les antenes.

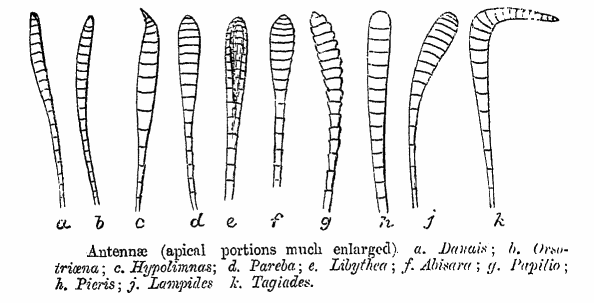
Forma de les antenes en els lepidòpters, segons C. T. Bingham (1905).

En els insectes, els receptors olfactius de les antenes s'uneixen a les molècules d'olor, incloent les feromones. Les neurones que tenen aquests receptors assenyalen aquestes unions enviant potencials d'acció pels seus axons fins al lòbul antenal del cervell. Des d'allà, les neurones dels lòbuls antenals connecten amb els cossos bolet que identifiquen l'olor. La suma dels potencials elèctrics de l'antena per a una olor donada pot ser mesurada usant un electroantenògraf.
Els tres segments bàsics de l'antena típica d'un insecte són el basal o escapo (basi), el pedicel (tija) i finalment el flagell, que sovint comprèn moltes unitats cridades flagelòmers, el nombre de les quals pot canviar molt i sovint té una importància diagnòstica. Els flagelòmers autèntics tenen una articulació membranosa entre ells, però en molts insectes, especialment en els de grups més primitius, el flagell és de manera completa o parcialment compost d'una sèrie flexible de petits anells, que no són flagelòmers autèntics. En molts escarabats i en les vespes Chalcidoidea els flagelòmers apicals en formen una clava, i el terme col·lectiu per als segments entre aquesta i la base antenal és funicle; per raons tradicionals, en els escarabats són els segments entre la clava i l'escapo, però en les vespes són els segments entre la clava i el pedicel. En els grups amb antenes més uniformes (per exemple, els Diplopoda), tots els segments es denominen antenòmers. Alguns grups tenen una verra simple o apical amb diverses formes o subapical anomenada aresta, que pot estar especialment bé desenvolupada en diversos Diptera.

## Crustacis
Els crustacis tenen dos parells d'antenes. Les del primer parell són unirràmies i sovint se'ls anomena antènules, mentre el segon parell és birrami, la qual cosa significa que cada antena està formada per dues parts, unides en la seva base. En la majoria dels adults les antenes són òrgans sensorials, però les larves naupli les usen per nedar i alimentar-se. En alguns grups de crustacis, com els Palinuridae i Scyllaridae, les segones antenes són allargades mentre en altres, com els crancs, les antenes són de mida reduïda.